# Atlas Coelestis
El Atlas Coelestis es un atlas estelar publicado póstumamente en 1729, basado en observaciones hechas por el primer astrónomo real, John Flamsteed.
El Atlas - el más grande que jamás se había publicado - contiene 26 mapas de las principales constelaciones visibles desde Greenwich, con dibujos hechos en el estilo rococó por James Thornhill. También se presentan dos planisferios diseñados por Abraham Sharp.

## Historia

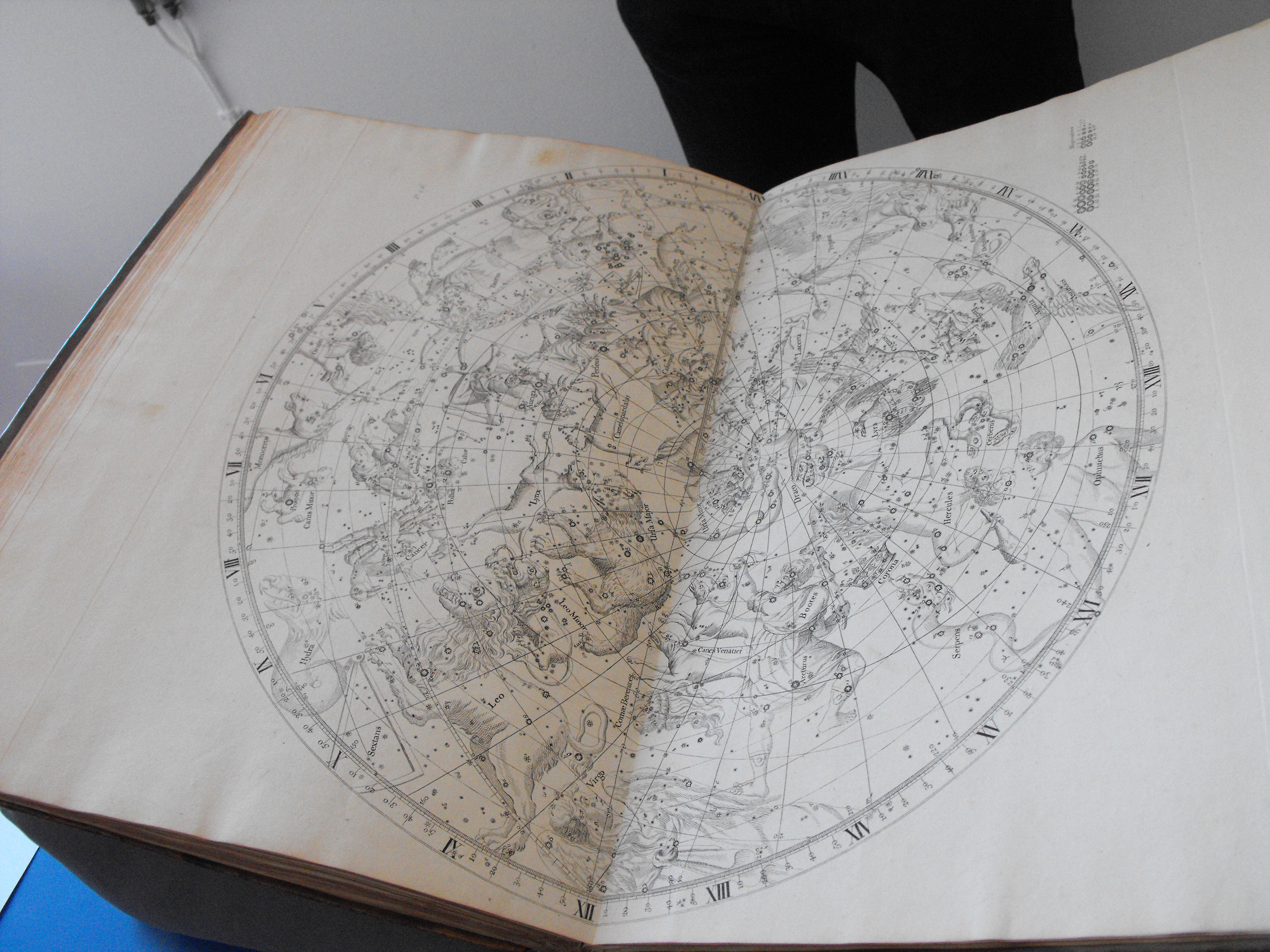
Atlas Coelestis por John Flamsteed (2ª ed., 1753).

El primer atlas estelar basado en observaciones telescópicas, el Atlas Coelestis solo se publicó diez años después de la muerte de Flamsteed, por su viuda, con la asistencia de Joseph Crosthwait y Abraham Sharp. Fue precedido por la obra «Stellarum inerrantium Catalogus Britannicus» (o simplemente Catálogo británico, publicado en 1725, con 2919 estrellas).
Una de las principales motivaciones de Flamsteed para producir su Atlas, fue corregir la representación de las figuras de las constelaciones, como las publicadas por Bayer en su Uranometria (1603). Bayer representaba las figuras vistas de detrás (no de frente, como era hecho desde la época de Ptolomeo), invirtiendo la posición de las estrellas y creando una confusión innecesaria.

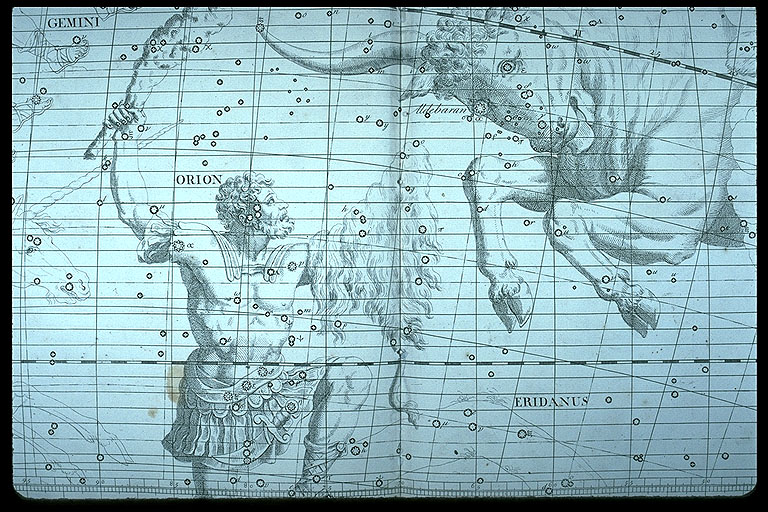
Orión, como se ve en el Atlas Coelestis de Flamsteed.
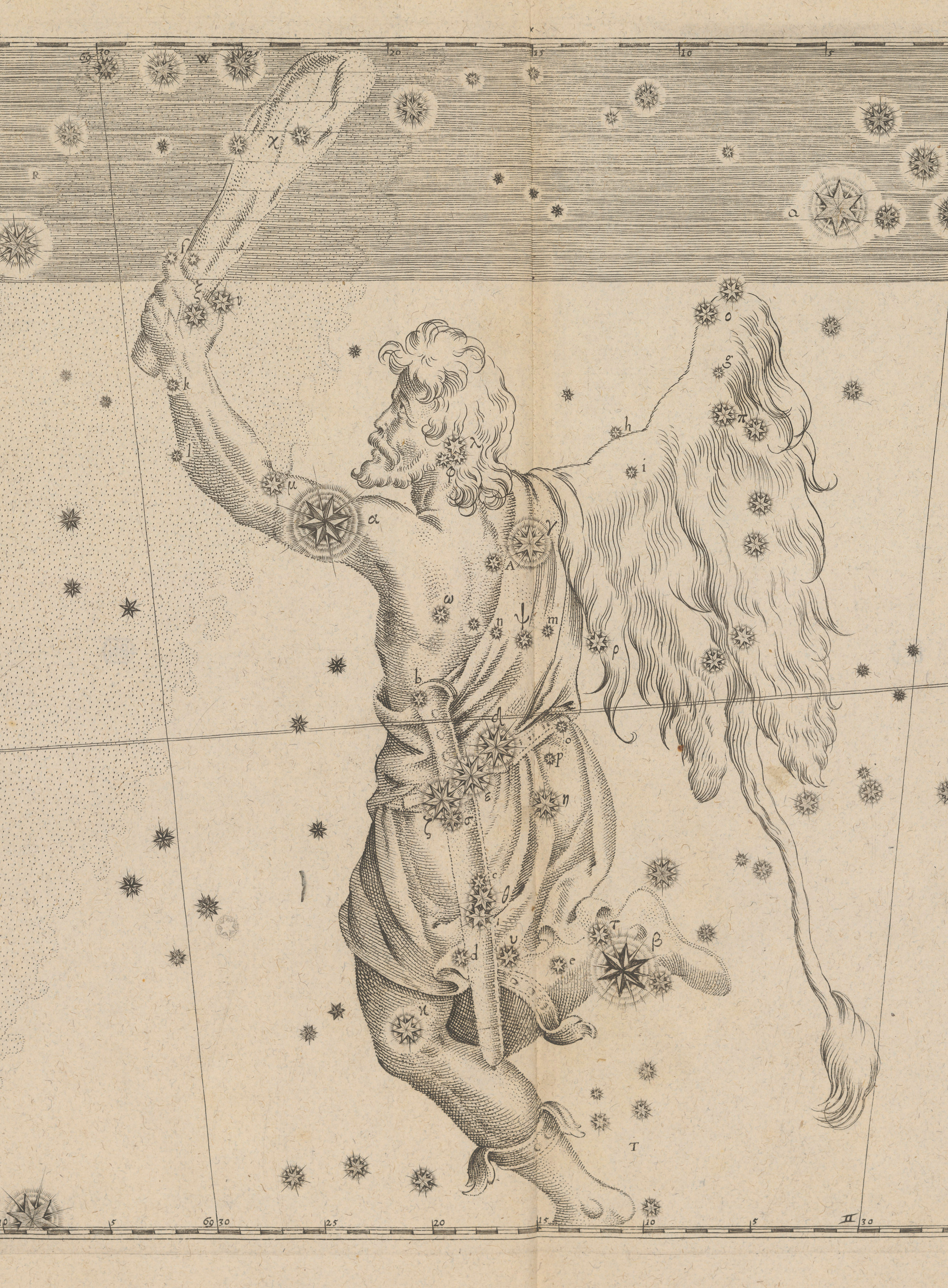
Orión, como se ve en la Uranometría de Bayer.

La publicación tuvo un éxito inmediato, convirtiéndose en el estándar de referencia para los astrónomos profesionales durante casi un siglo. Aun así, se esgrimieron tres objeciones en su contra: el alto precio, el gran tamaño (haciéndolo difícil de manejar) y la baja calidad artística (se hicieron muchas críticas a los dibujos de James Thornhill, especialmente en cuanto a la representación de Acuario).
Esto llevó al doctor John Bevis a intentar mejorar el Atlas. En 1745, produjo la «Uranographia Britannica», con dimensiones más pequeñas, observaciones actualizadas e imágenes más artísticas. Sin embargo, este atlas nunca fue publicado oficialmente y en la actualidad, solo hay 16 copias conocidas.

## El «Atlas Fortin-Flamsteed»
Finalmente, los cambios en las posiciones de las estrellas (las observaciones originales se hicieron en la década de 1690), llevaron a una actualización realizada en la década de 1770 por el ingeniero francés Nicolas Fortin, supervisada por los astrónomos Le Monnier y Messier, de la Real Academia de Ciencias en París.
La nueva versión, llamada «Atlas Fortín-Flamsteed», tenía 1/3 del tamaño del original, pero ha mantenía la misma estructura de tablas. También dieron retoques artísticos a algunas ilustraciones (en su mayoría, Andrómeda, Virgo y Acuario).
Los nombres de las constelaciones están en francés (no en latín) e incluían algunas nebulosas descubiertas después de la muerte de Flamsteed.
En 1795 se publicó una versión actualizada, producida por Méchain y Lalande, con nuevas constelaciones y muchas más nebulosas.